# Tanjung Barulak (Tanjung Emas)
Tanjung Barulak is een bestuurslaag in het regentschap Tanah Datar van de provincie West-Sumatra, Indonesië. Tanjung Barulak telt 4149 inwoners (volkstelling 2010).